# Spencer Charters
Spencer Charters est un acteur américain né le 25 mars 1875 à Duncannon (Pennsylvanie), et mort le 25 janvier 1943 à Hollywood (Californie).

## Biographie
Spencer Charters débute au théâtre en 1910, puis se produit sur les planches jusqu'en 1928. Dès le début du parlant, il se tourne vers le cinéma et apparait dans plus de deux cents films jusqu'à sa mort.
Le 25 janvier 1943, il se suicide par asphyxie au gaz.

## Filmographie partielle
- 1920 : April Folly de Robert Z. Leonard
- 1923 : Patricia (Little Old New York) de Sidney Olcott : Bunny
- 1926 : Dancing Mothers de Herbert Brenon
- 1931 : Palmy Days de A. Edward Sutherland
- 1932 : Jewel Robbery de William Dieterle
- 1932 : Silence, on tourne ! (Movie Crazy) de Clyde Bruckman et Harold Lloyd : J.L. O'Brien
- 1932 : The Famous Ferguson Case de Lloyd Bacon : le chef des pompiers
- 1933 : Gambling Ship de Louis Gasnier et Max Marcin : 	Détective
- 1933 : So This Is Africa de Edward F. Cline : Docteur
- 1933 : Female de Michael Curtiz : Tom, un portier
- 1934 : Wonder Bar de Lloyd Bacon et Busby Berkeley : Pete
- 1934 : Les Pirates de la mode (Fashions of 1934) de William Dieterle : L'homme au téléphone
- 1934 : The Pursuit of Happiness de Alexander Hall
- 1934 : Le Cabochard (The St. Louis Kid) de Ray Enright
- 1934 : L'Oiseau de feu (The Firebird) de William Dieterle
- 1935 : Alibi Ike de Ray Enright :  Ministre
- 1935 : Romance in Manhattan de Stephen Roberts : Officier de l'état civil
- 1935 : Le Corbeau (The Raven) de Lew Landers : Geoffrey
- 1935 : Je te dresserai (In Person) de William A. Seiter : Parson Calverton Lunk
- 1935 : Welcome Home de James Tinling : Constable Mulhausen
- 1936 : Saint-Louis Blues (Banjo on my Knee) de John Cromwell : Juge Tope
- 1936 : La Légion des damnés (The Texas Rangers) de King Vidor : Shérif
- 1936 : L'Homme nu (Love on a Bet) de Leigh Jason
- 1936 : Don't Get Personal de William Nigh
- 1936 : F-Man d'Edward F. Cline
- 1936 : Back to Nature de James Tinling
- 1936 : L'Homme sans visage (Preview Murder Mystery) de Robert Florey
- 1937 : Par trois longueurs (Checkers) de H. Bruce Humberstone : Zeb
- 1937 : Jeux de dames (Wife, Doctor and Nurse) de Walter Lang : L'oncle
- 1937 : Behind the Mike de Sidney Salkow
- 1937 : The Hurricane de John Ford : Juge
- 1937 : En liberté provisoire (Back in Circulation) de Ray Enright
- 1937 : Week-end mouvementé (Fifty Roads to Town) de Norman Taurog
- 1938 : Trois Souris aveugles (Three Blind Mice) de William A. Seiter : Hendricks
- 1938 : Cinq Jeunes Filles endiablées (Spring Madness) de S. Sylvan Simon : Chef de la Police
- 1938 : Fantômes en croisière (Topper Takes a Trip) de Norman Z. McLeod : Juge Wilson
- 1938 : L'École du crime (Crime School) de Lewis Seiler
- 1939 : Vers sa destinée (Young Mister Lincoln) de John Ford : Juge Herbert A. Bell
- 1939 : La Fille du nord (Second Fiddle) de Sidney Lanfield : Joe Clayton
- 1939 : L'Autre (In Name Only), de  John Cromwell : Fred
- 1939 : Sur la piste des Mohawks (Drums along the Mohawks) de John Ford : L'aubergiste
- 1939 : Le Printemps de la vie (Yes, My Darling Daughter) de William Keighley
- 1939 : The Covered Trailer de Gus Meins
- 1940 : Les Déracinés (Three Faces West) de Bernard Vorhaus : "Nunk" Atterbury
- 1940 : La Piste de Santa Fe (Santa Fe Trail) de Michael Curtiz
- 1940 : L'Aventure d'une nuit (Remember the Night) de Mitchell Leisen : Le juge de Rummage Sale
- 1941 : La Route du tabac (Tobacco Road) de John Ford
- 1941 : Une femme à poigne (The Lady from Cheyenne) de Frank Lloyd : Dr McGuinness
- 1941 : Soirs de Miami (Moon over Miami) de Walter Lang : Joe
- 1942 : The Night Before the Divorce de Robert Siodmak :  Le juge
- 1942 : La Reine de l'argent (Silver Queen) de Lloyd Bacon : Dr Stonebraker
- 1942 : André et les Fantômes (The Remarkable Andrew) de Stuart Heisler